# Ron Geesin
Ron Geesin, all'anagrafe Ronald Geesin (Stevenston, 17 dicembre 1943), è un musicista e compositore britannico.

## Biografia
Il suo primo album solista è A Raise of Eyebrows del 1967. Tra gennaio e marzo del 1970, registrazioni sue e di Roger Waters, lavorate separatamente, formano la colonna sonora Music from "The Body", destinata ad accompagnare un film-documentario della BBC sulla biologia umana. Poco dopo, nel maggio dello stesso anno, interviene in aiuto dei Pink Floyd con quella che è forse la sua opera più conosciuta: gli arrangiamenti dell'album Atom Heart Mother, diverse melodie, la direzione dell'orchestra durante i primi giorni agli Abbey Road Studios. La collaborazione interviene di fronte alla profonda incertezza della band su come concludere la sezione Funky Dung e quindi la suite; tuttavia, nei crediti dell'opera non verrà mai inserito il suo nome, fatto questo sulle cui motivazioni si raccontano diverse versioni.

## Discografia
- A Raise of Eyebrows (1967)
- Music from "The Body" (1970)
- Electrosound (1972)
- As He Stands (1973)
- Electrosound (volume 2) (1975)
- Patruns (1975)
- Atmospheres (1977)
- Right Through (1977)
- Magnificent Machines (1988)
- Funny Frown (1991)
- Bluefuse (1993)
- Hystery (1994) (compilation)
- Land of Mist (1995)
- A Raise of Eyebrows/As He Stands (1995)
- Right Through and Beyond (2003)
- Biting The Hand (2008)
- Roncycle1 (2011)
- ExpoZoom (2019)